# Marcel Sabou
Pour les articles homonymes, voir Sabou.
Marcel Sabou, né le 22 août 1965 à Timișoara et mort le 9 juin 2025 à Gijón (Espagne), est un joueur de football roumain, qui évoluait au poste de milieu de terrain.

## Carrière
Marcel Sabou joue en Roumanie, en Espagne et au Portugal.
Il dispute notamment 86 matchs en première division espagnole, inscrivant six buts, et 59 matchs en première division portugaise, marquant dix buts. Il participe également à la Coupe des coupes avec le Dinamo Bucarest.
Avec le Sporting Gijón, il atteint les demi-finales de la Copa del Rey en 1995.

## Palmarès
- Vice-champion de Roumanie en 1988 et 1989 avec le Dinamo Bucarest
- Finaliste de la Coupe de Roumanie en 1989 avec le Dinamo Bucarest